# Periklej
Pêriklej (starogrško Περικλῆς, latinizirano: Periklês), * okoli 495 pr. n. št., Holargos/Atene, † 429 pr. n. št., Atene, cenjen starogrški govornik, politik, državnik in vojskovodja. Vodil je Atene v Zlati dobi.
Periklej je imel tako velik vpliv na atensko družbo, da ga je Tukidid, sodobnik in zgodovinar, imenoval »prvi meščan Aten«. Iz ohlapne delske zveze je ustvaril močno atensko državo. Svoje sodržavljane je vodil še prvi dve leti peloponeške vojne, ki pa so jo Atene končno izgubile. Periklej je kot državnik spodbujal upodobljajočo umetnost in literaturo in s tem utrdil vlogo Aten kot kulturnega središča starogrškega sveta. Spodbudil je zahtevne stavbarske projekte, kot na primer gradnje na Akropoli (vključno s Partenonom), katerih ostanke vidimo še danes. Kot politik se je zavzemal za demokracijo, celo tako goreče, da so ga kritiki obdolževali populizma.

## Življenje
Periklej je bil po atenskem običaju najprej poročen z eno od svojih najbližjih sorodnic, s katero je imel dva sinova, Paralusa in Ksantipa. Okoli 445 pred našim štetjem se je ločil in ženo ponudil drugemu možu, s soglasjem svojih moških sorodnikov. Ime prve žene ni znano. Edina informacija o njej je, da je bila žena Hiponika, preden se je poročila s Periklejem in mati Kaliasa iz tega prvega zakona.
Žena, ki jo je v resnici oboževal, je bila Aspazija iz Mileta. Postala je Periklejeva ljubica in sta živela skupaj, kot da bi bila poročena. Ta odnos zbujal številne reakcije in celo Periklejev lastni sin, Ksantip, ki je imel politične ambicije, ni okleval z obrekovanjem svojega očeta. Kljub vsemu to preganjanje ni ogrozilo Periklejeve morale, čeprav je moral pogosto zaščititi svojo ljubljeno Aspazijo, ko je bila obtožena razkroja atenske družbe. Njegova največja osebna tragedija je bila smrt njegove sestre in obeh legitimnih sinov, Ksantipa in Paralusa, vse je prizadela epidemija in nesreče nikoli ni uspel premagati. Tik pred njegovo smrtjo 451 pred našim štetjem, so Atenci dovolili spremembo zakona, ki je omogočila njegovemu pol-atenskemu sinu z Aspazijo, Perikleju mlajšemu, postati državljan in zakonit dedič. Odločitev je še toliko bolj osupljiva glede na to, da je sam Periklej predlagal zakon, ki je omejeval državljanstva tistim Atencem,  ki niso imeli obeh staršev Atencev.

## Mladost
Periklej je prišel na čelo atenske demokracije po smrti Efijalta. Naše vedenje o Periklejevem življenju izhaja v glavnem iz dveh virov. Zgodovinar Tukidid ga je občudoval in ga ni kritiziral. Vendar je bil Tukidid okoli 40 let mlajši od Perikleja in ni bil sodobnik zgodnje Periklejeve kariere; prav tako se je Tukidid popolnoma osredinil na Periklejeve intelektualne sposobnosti in vodstvo v vojni in opuščal biografske detajle, za katere je menil, da so nepomembni za temo o kateri je pisal. Te praznine je delno zapolnil Plutarh, ki je kakšnih 500 let kasneje začel pisati Periklejevo biografijo, saj je želel opisati človeka neomajne vrline in veličine, ki je uspešno prenašal omahovanje množic, da bi končal precej zmeden nad sliko, ki jo je našel v virih o Periklejevi odgovornosti za nepotrebno vojno.
Periklej je bil rojen v prvi generaciji, ki je lahko uporabljala novo orožje – glas v narodni skupščini – proti starim mogočni družinam. Njegov oče, Ksantip, je bil tipičen pripadnik te generacije, skoraj gotovo član stare in ugledne družine, ki je začel svojo politično kariero z dinastično poroko s članico kontroverzne družine Alkmeonidov. Kmalu je zapustil njihovo politično smer, verjetno zaradi razhajanj glede vprašanja odnosov s Perzijo, in šel po novi poti sodnega preganjanja kot političnega orožja. Morda tudi zato, ker ni dobil širše podpore, je bil Ksantip  leta 484 pr. n. št. kaznovan z ostrakizmom, a se vrnil po splošni amnestiji leta 480 pr. n. št., in poveljeval atenskim vojakom v bitki pri Mikali leta 479 pr. n. št.. Kmalu za tem je umrl. Periklej je morda od njega podedoval privrženost demokraciji, kot je tudi nasledil posest v demi (manjša upravna enota znotraj polisa) Holargu, severno od Aten, ki ga je postavljalo zelo visoko, a ne  v sam vrh atinskih bogatašev. Periklejeva mati Agarista, ki je bila iz družine Alkmeonidov, mu je zagotovila odnose z osebami, katerih politična vrednost je upadala, nasledil pa je tudi prekletstvo svoje družine, njihovo versko usodo, ki so jo njegovi sovražniki včasih izkoristili proti njemu.
Edino ime, ki se omenja v zvezi s Periklejevim zgodnjim izobraževanjem je Damon, učitelj glasbe, katerega vpliv pa se ni omejil samo na glasbo. Pazljivo je sledil predavanjem pred sokratskih filozofov Zenona iz Eleje in Anaksagora iz Klazomene. Kasneje, že kot vodja atenske države, je Periklej vzdrževal tesne odnose z najnaprednejšimi in najbolj talentiranimi ljudmi tistega časa – s sofistom Protagorom, zgodovinarjem Herodotom, velikim umetnikom Fidijem.
V svojem političnem delovanju je Periklej od samega začetka pristopil k demokratskemu gibanju srednjih slojev demosa (starogrško δῆμος, latinizirano: demos, dob. 'ljudstvo') – trgovcev, lastnikom ladij, obrtniških delavnic, srednjim in tudi manjšim zemljiškim posestnikom – ki so bili zainteresirani za razvoj pomorske moči Aten, za utrditev njenih trgovinskih zvez, za razvoj pomorske trgovine in ki so prej podpirali Temistoklesa in Efijalta. Prvi znan datum iz Periklejevega življenja je leto 472 pr. n. št., ko je plačal prikaz Ajshilove perzijske trilogije (Finej, Glavk, Perzijci). Naslednja leta njegovega življenja ne poznamo vse do leta 463 pr. n. št., ko je obtožil Kimona, tedaj vodilnega atenskega vojskovodjo in državnika, da ni izkoristil možnost, ki se mu nasmihala za osvojitev Makedonije. To navaja na misel, da je Periklej zagovarjal agresivno politiko atenske ekspanzije. Periklej je leta 462 pr. n. št. podprl Efijatove reforme v smeri nadaljnje demokratizacije družbe. Po Efijaltovi smrti je Periklej nadaljeval začeto demokratično preobrazbo atenske države.